# Juan Pablo Añor
Juan Pablo Añor Acosta (Caracas, 24 januari 1994) - alias Juanpi - is een Venezolaans voetballer die doorgaans als vleugelspeler speelt. Hij stroomde in augustus 2014 door vanuit de jeugd van Málaga CF. Juanpi debuteerde in 2014 in het Venezolaans voetbalelftal.

## Clubcarrière
Málaga CF scoutte Juanpi in 2009 in de Venezolaanse hoofdstad Caracas. Hij scoorde vervolgens elf doelpunten in 36 wedstrijden voor Málaga CF B. In augustus 2014 werd hij bij het eerste elftal gehaald. Hij debuteerde op 29 augustus 2014 in de Primera División, tegen Valencia CF., toen hij na 57 minuten inviel voor Juanmi. Valencia CF won de wedstrijd in het eigen Estadio Mestalla met 3-0.
1 Roberto ·
2 Miquel ·
3 González ·
4 Hernández ·
5 Rolón ·
6 Kuzmanović ·
7 Iturra ·
8 Adrián ·
9 Borja ·
10 Juanpi ·
11 Castro ·
12 Ideye ·
13 Prieto ·
14 Recio  ·
15 Ricca ·
16 Peñaranda ·
17 Success ·
18 Rosales ·
19 Bueno ·
20 Keko ·
21 Samu García ·
22 Lestienne ·
23 Torres ·
24 Rolán ·
25 Lacen ·
26 En-Nesyri ·
27 Robles ·
29 Soler ·
Coach: González